# Peñalba de los Cilleros
Peñalba de los Cilleros (Penalba en leonés) es una localidad española perteneciente al municipio de Cabrillanes, en la comarca de Babia, provincia de León.
El pueblo se ubica en un valle rodeado de montañas enclavado en la Babia Alta o Babia de Suso. La comarca de Babia fue declarada Reserva de la Biosfera por la UNESCO en 2004, y forma parte del parque natural de Babia y Luna, creado en 2015.

## Toponimia
El nombre Peñalba - Peña Alba o Peña Blanca - se debe a la montaña de roca caliza de color blanca que guarece al pueblo por su cara norte, llamada Soloscorros.
Peñalba de los Cilleros, que no de Babia, tiene la particularidad de no llevar el nombre de la comarca en su topónimo, como sí hacen sus pueblos vecinos. Los cilleros a los que hace referencia su nombre eran las personas encargadas de guardar y administrar los granos y frutos provenientes de los diezmos en la cilla, que era la casa habilitada a tal efecto. Estas personas frecuentemente eran monjes, por lo que la cilla también podía ser un monasterio. La existencia de los restos de cuatro ermitas en las cercanías de Peñalba podría indicar el asentamiento de un antiguo monasterio.

## Geografía
Peñalba de los Cilleros está formada por dos barrios, Barrio de Arriba y Barrio de Abajo; entre ambos, sobre una loma, se alza la iglesia y el cementerio, y debajo de éstos se encuentra la antigua casa de la escuela, hoy cerrada. El pueblo se estira a lo largo de más de un kilómetro a lo largo del valle, encajonado entre montañas y por donde discurre el arroyo Peñalba, afluente del río Luna y sucesivamente del Órbigo, Esla y Duero.
Por Peñalba discurrió una antigua vía romana que comunicaba La Cepeda con Asturias de norte a sur, la misma ruta del cordel de merinas que enlaza la vecina Quintanilla de Babia con la Cañada Real de La Vizana.
La iglesia parroquial de Peñalba está consagrada a Santa María; en su interior acoge un retablo barroco del año 1859 de gran interés, y en su exterior posee una peculiar espadaña con escalera de piedra que alberga sus dos campanas. El patrón del pueblo es San Lorenzo, cuya festividad se celebra el día 10 de agosto.

## Demografía
Evolución de la población
| Gráfica de evolución demográfica de Peñalba de los Cilleros entre 2000 y 2022 |
|                                                                               |
| Población de derecho (2000-2022) según el padrón municipal del INE            |

## Economía
La abundancia de pastos y aguas han hecho de la ganadería su principal actividad económica, aunque en las últimas décadas ha remitido bastante a medida que va avanzando la despoblación. Su pasado trashumante ha quedado como algo meramente testimonial.
Peñalba y sus alrededores cuentan con paisajes naturales de gran belleza, montañas majestuosas y una rica flora y fauna autóctonas, todo ello susceptible de un mayor aprovechamiento turístico y vacacional.